# Simone Bubbiotti
Simone Bubbiotti (* um 1980) ist ein italienischer Jazzmusiker (Gitarre, Komposition).

## Leben und Wirken
Bubbiotti begann zunächst eine Karriere als Fußball-Profi beim AC Mailand, doch musste er nach einer schweren Knieverletzung seine sportliche Laufbahn beenden und beschloss, als Musiker zu arbeiten. Er begann als Autodidakt und besuchte dann Kurse des Berklee College of Music beim Umbria Jazz Festival, wo er bei Jim Kelly  Unterricht hatte. Des Weiteren studierte er bei Jon Damian in Boston und nach seinem Umzug nach Los Angeles bei Sid Jacobs und Joe Diorio. Im Laufe der Jahre besuchte er auch Workshops mit Jim Hall und Scott Henderson. Er trat mit dem Paul Wertico Quartett und mit seinem eigenen Trio Underdogs auf, mit dem er auf mehreren internationalen Jazzfestivals in Polen, Großbritannien, Niederlande, Italien und Mexiko gastierte. Ferner spielte er in den USA und Europa mit Musikern wie Peter Erskine, Ari Hoenig, Joe LaBarbera, Arthur Blythe und Marco Panascia; außerdem nahm er seit Mitte der 2000er-Jahre mehrere Alben unter eigenem Namen auf, wie Resilience (mit Jay Anderson und Adam Nussbaum). In Europa spielt er regelmäßig mit Marco Marconi, Christian Pabst, Jasper Somsen, Allison Burns, außerdem mit Musikern der italienischen Szene wie Massimo Manzi, Davide Liberti, Gianmarco Scaglia, Paolo Franciscone und Fabio Zeppetella.
Neben seiner Karriere als Musiker betätigte sich Bubbiotti als Autor und Musikjournalist für die Zeitschrift Jazz in Europe. Er legte das Buch The Art to be an Underdog vor.

## Diskographische Hinweise
- Essenza (2008)
- The Secret Session (mit Davide Liberti)
- Human Condition (2013), mit Peter Erskine, Darek Oles
- Symbioses (2016), mit Joe La Babera, Joe Bagg